# Перемышльская крепость
Перемышльская крепость (пол. Twierdza Przemyśl) ― ряд укреплений, построенных в Перемышле в Австро-Венгерской империи,  начиная с середины XIX века и до начала Первой мировой войны.
Крепость была построена с целью влияния на дипломатические отношения между Австрией и Российской империей. Во время Первой мировой войны была ареной тяжёлых боев. Изначально взятая российской армией, была затем отбита немецкой армией в середине 1915 года. После этого разрушенные крепостные стены потеряли своё военное значение.

## История

### Строительство

План крепости

Первоначальные планы строительства 41 земляного укрепления были разработаны ещё в начале XIX века, однако из-за хороших отношений между Австрией и Российской империей строительство началось только в 1854 г. с началом Крымской войны. 19 из 41 запланированных земляных укреплений  были завершены, ещё девять находились в стадии строительства. Но отношения между двумя странами снова улучшились в 1855 году, и строительство было опять было приостановлено. До 1878 года работы по созданию укреплений не производились.
В 1878 году,  в свете Боснийского кризиса, были построены казармы, склады оружия, подъездные дороги, а также девять земляных укреплений. Три года спустя, в 1881 году, эти временные земляные оборонные укрепления были переделаны в солидные долговременные фортификационные сооружения. В 1910 году они дополнительно были  усилены земляными пехотными укреплениями. Когда, в 1914 году, между двумя странами вспыхнула война, крепость была усилена дополнительными окопами, казармами и артиллерийскими огневыми позициями. После войны основная часть защитных сооружений была разрушена, крепость пришла в упадок и уже не имела никакого военного значения. После того, как в 1939 году вся восточная часть города Перемышль (до реки Сан) вошла в состав Советского Союза, на территории крепости было построено несколько ДОТов, так называемой линии Молотова, однако  эти укрепления середины XX века не имели ничего общего с фортами австро-венгерской крепости.

### Первая мировая война
На начало Первой мировой войны в крепости был размещён гарнизон, состоявший из пяти батальонов пехоты, артиллерии и сапёров. Подготовка обороны началась 2 августа 1914 года, мирные жители были эвакуированы 4 сентября, штаб был перемещён 15 сентября. Два дня спустя, 17 сентября 1914 года, русская армия осадила крепость, заблокировав её полностью 26 сентября.
5 октября было предложено и отвергнуто перемирие. Обстрел усилился в течение последовавших нескольких дней, и 7 октября солдаты русской армии напали на крепость в 3:00 утра. Русские потеряли 10 000 человек, 3000―4000 из них погибли, а 9 октября подкрепление австрийцев отбросило их обратно к реке Сан. Крепость была покинута основной частью австрийских войск, кроме небольшого оборонительного отряда 4 ноября, из-за угрозы флангового манёвра. Оставшиеся войска были оставлены с целью сковать российские силы как можно дольше, и когда австрийцы попали в окружение во второй раз, в течение ноября-декабря они постоянно предпринимали вылазки.
Нехватка продовольствия весной 1915 года привела к забою 13 000 лошадей, которые могли прокормить гарнизон, и 14 марта 1915 года внешняя линия укреплений была захвачена или уничтожена русской армией. На тот момент, в условиях низкого боевого духа и нехватки еды, комендант крепости генерал Герман Кусманек фон Бургштедтен решился на прорыв. Его силы, однако, были скованны и отбиты русскими. Все австрийские документы были сожжены 19 марта, артиллерийские орудия были уничтожены 22 марта, и позже в этот же день 119 000 австрийцев сдались в плен русским войсками.
Царь Николай II посетил крепость 25 апреля 1915 года. К этому времени русские приспособили её для своих целей. Уже 16 мая, однако, достигли крепости немецкие войска, и после осады они захватили её 5 июня 1915 года. Штурмом командовал генерал Пауль фон Кнейссль. В ходе боёв 19 мая 1915 года погиб русский изобретатель надкалиберных снарядов генерал-майор Л.Н. Гобято, лично возглавивший пехотную контратаку. Позднее были проведены незначительные ремонтные работы, но в основном разрушенные укрепления уже не имели серьёзного военного значения.
Часть казарменного хозяйства Перемышльской крепости была использована властями Польской республики для обустройства лагеря военнопленных «Пикулице», действовавшего в 1919―1921 годах. Возможно, крепостные сооружения кратковременно использовались во время боевых действий в ходе Польско-украинской войны в 1920-х годах и очень кратковременно ― во время Второй мировой войны.

## Галерея

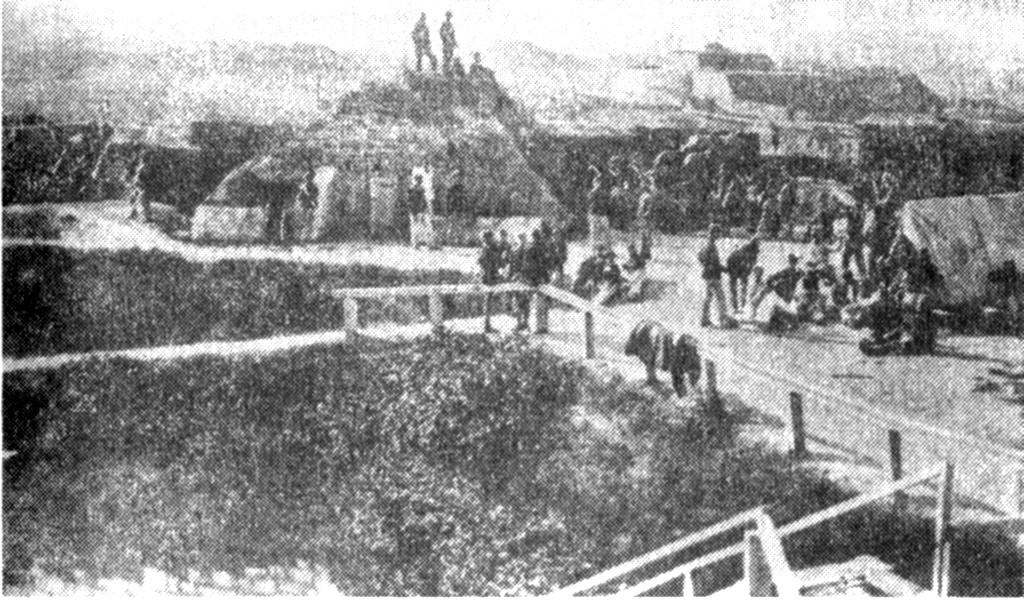
Форт в 1863 году
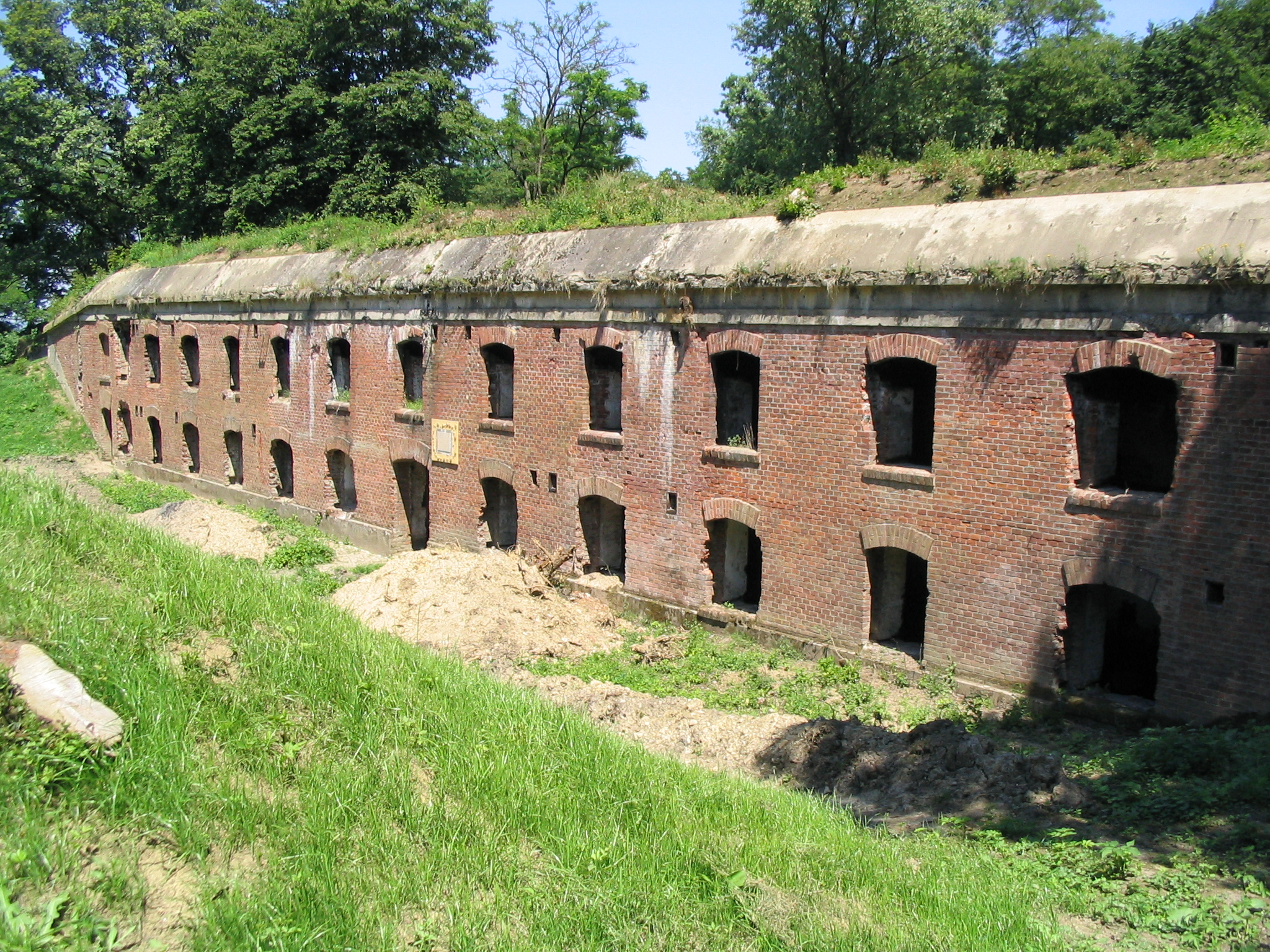
Здание казармы сегодня
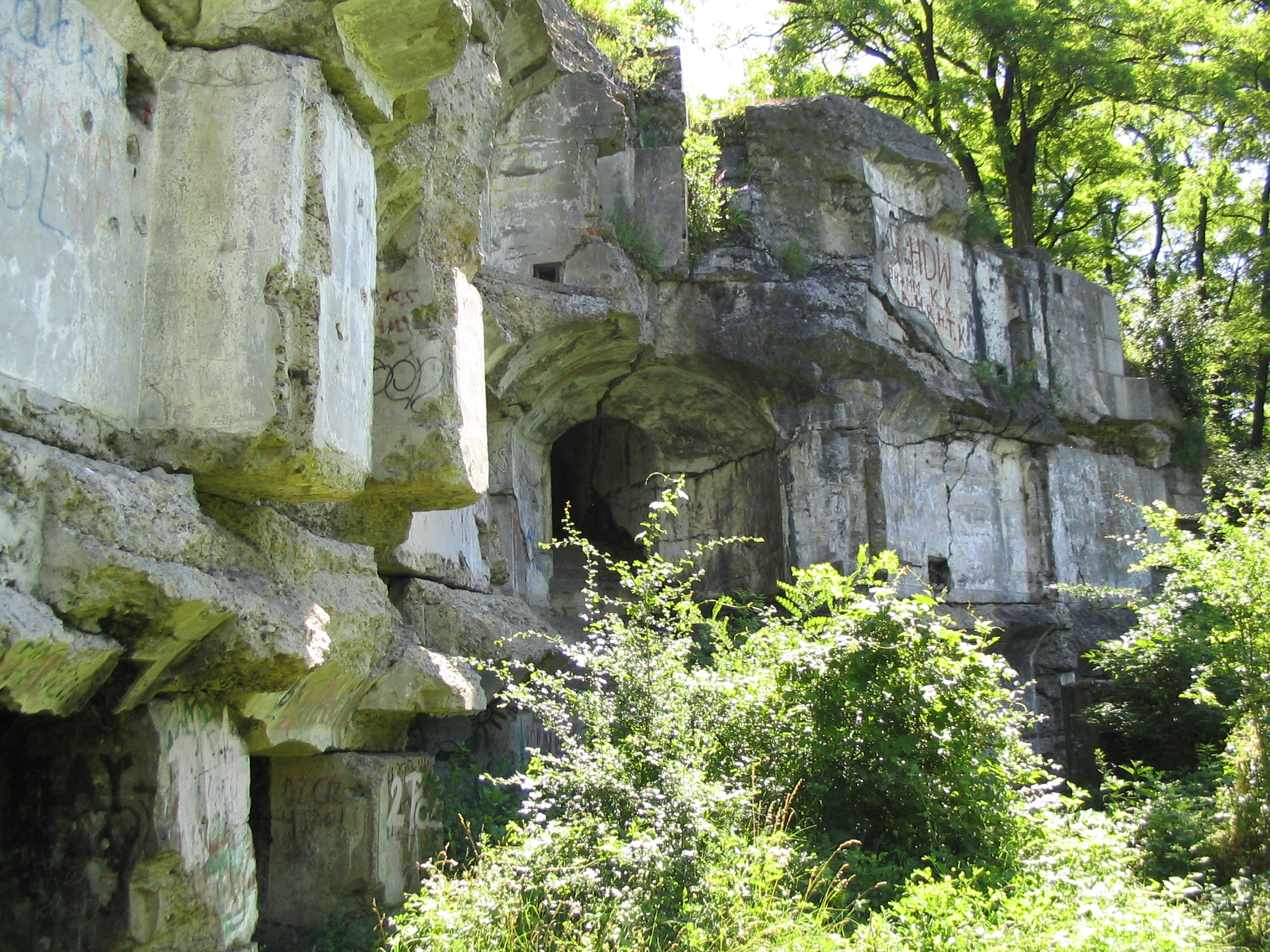
Крепостные стены
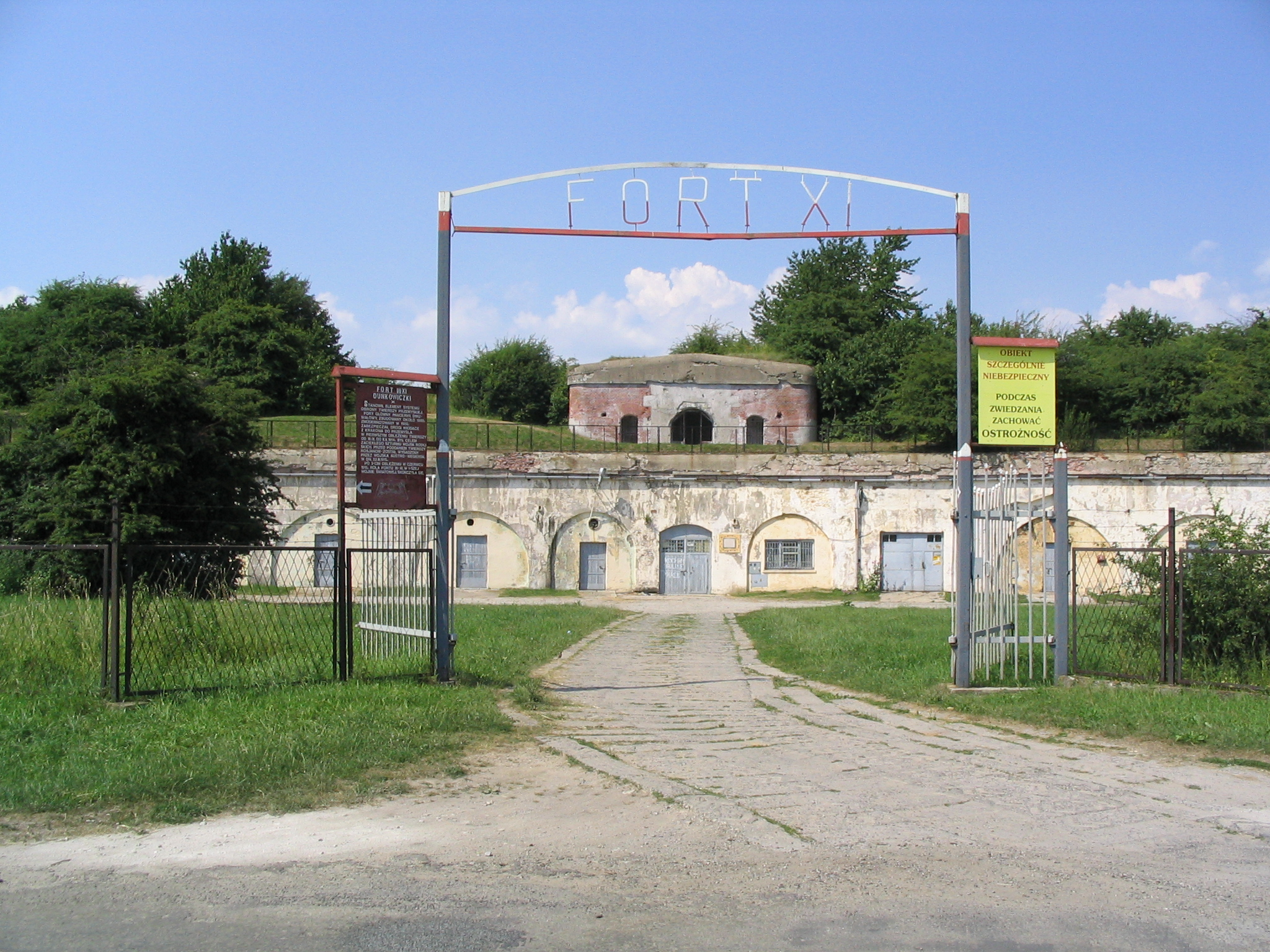
Вход в одно из внешних укреплений
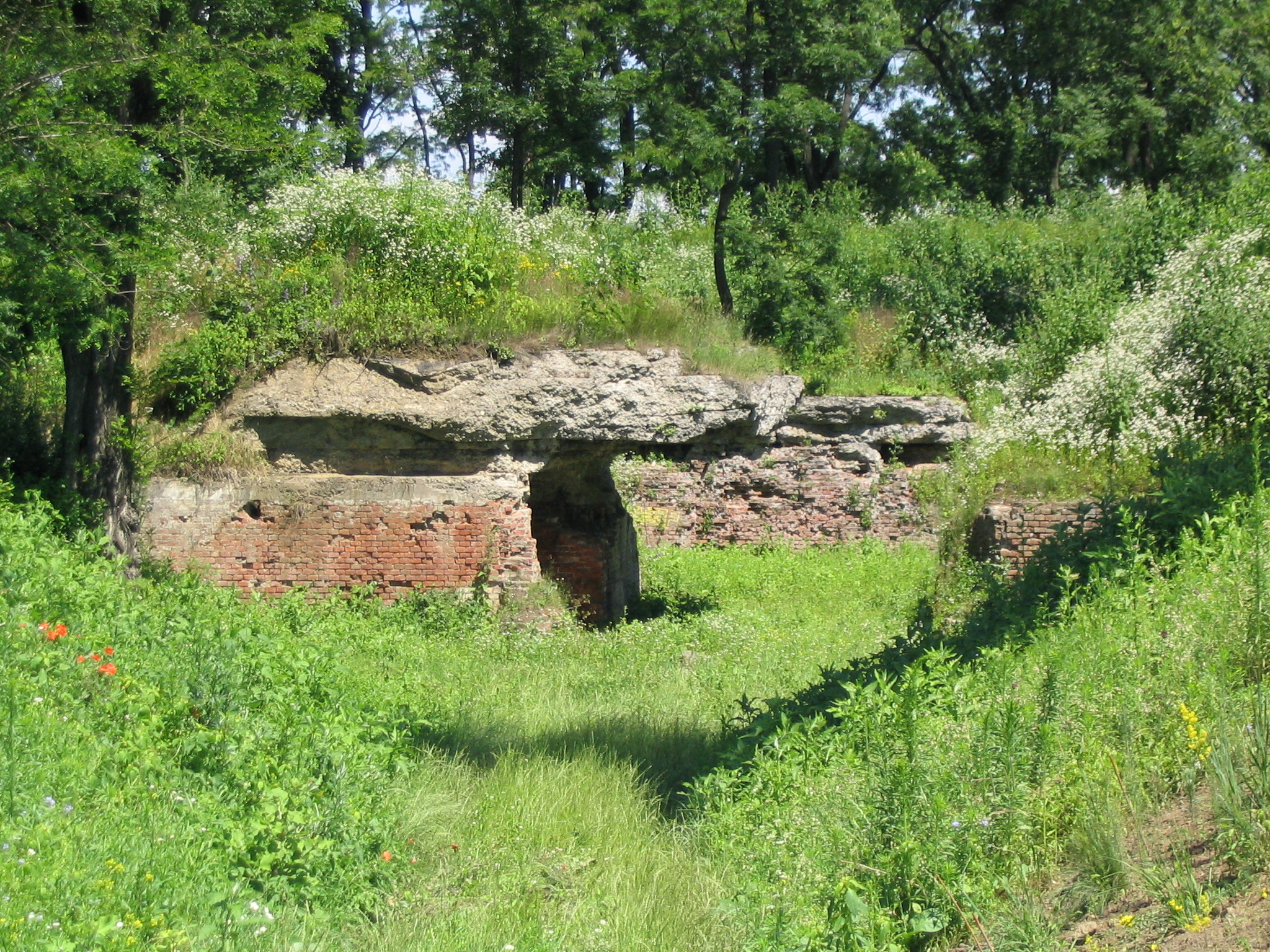
Наружный бункер форта
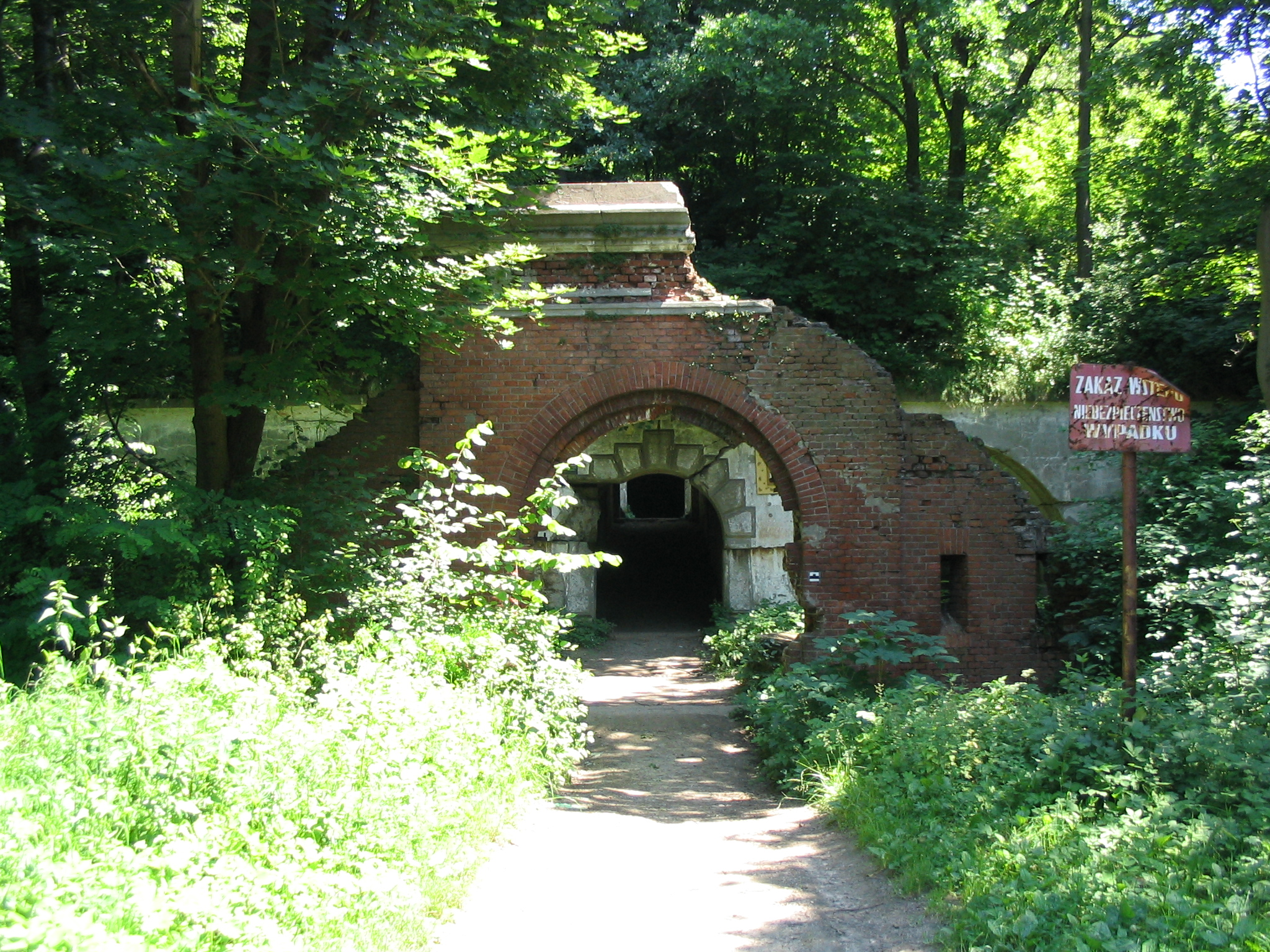
Внешний вход в форт
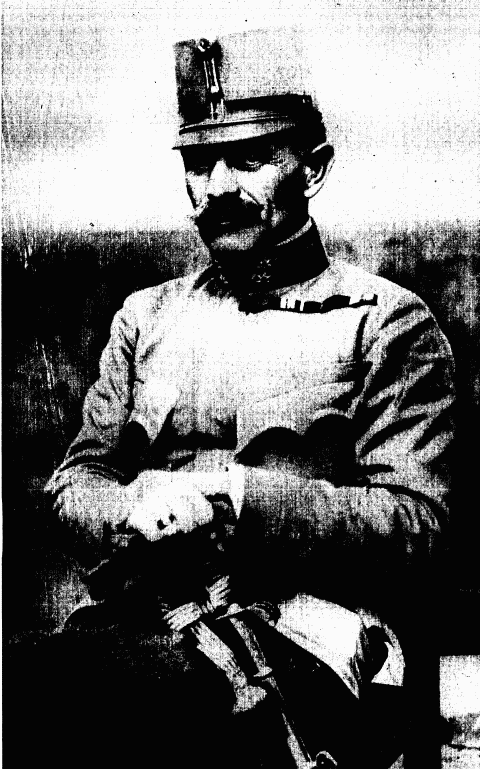
Герман Кусманек, австрийский комендант крепости